# جون فيكتور باركر
جون فيكتور باركر (بالإنجليزية: John Victor Parker)‏ (و. 1928 – 2014 م) هو محامي، وقاضي من الولايات المتحدة الأمريكية.
وهو عضو في الحزب الديمقراطي الأمريكي.
توفي في باتون روج، لويزيانا، بسبب قصور القلب.

## التعليم
تعلم في جامعة ولاية لويزيانا.